# ワシントンハイツ (マンハッタン)

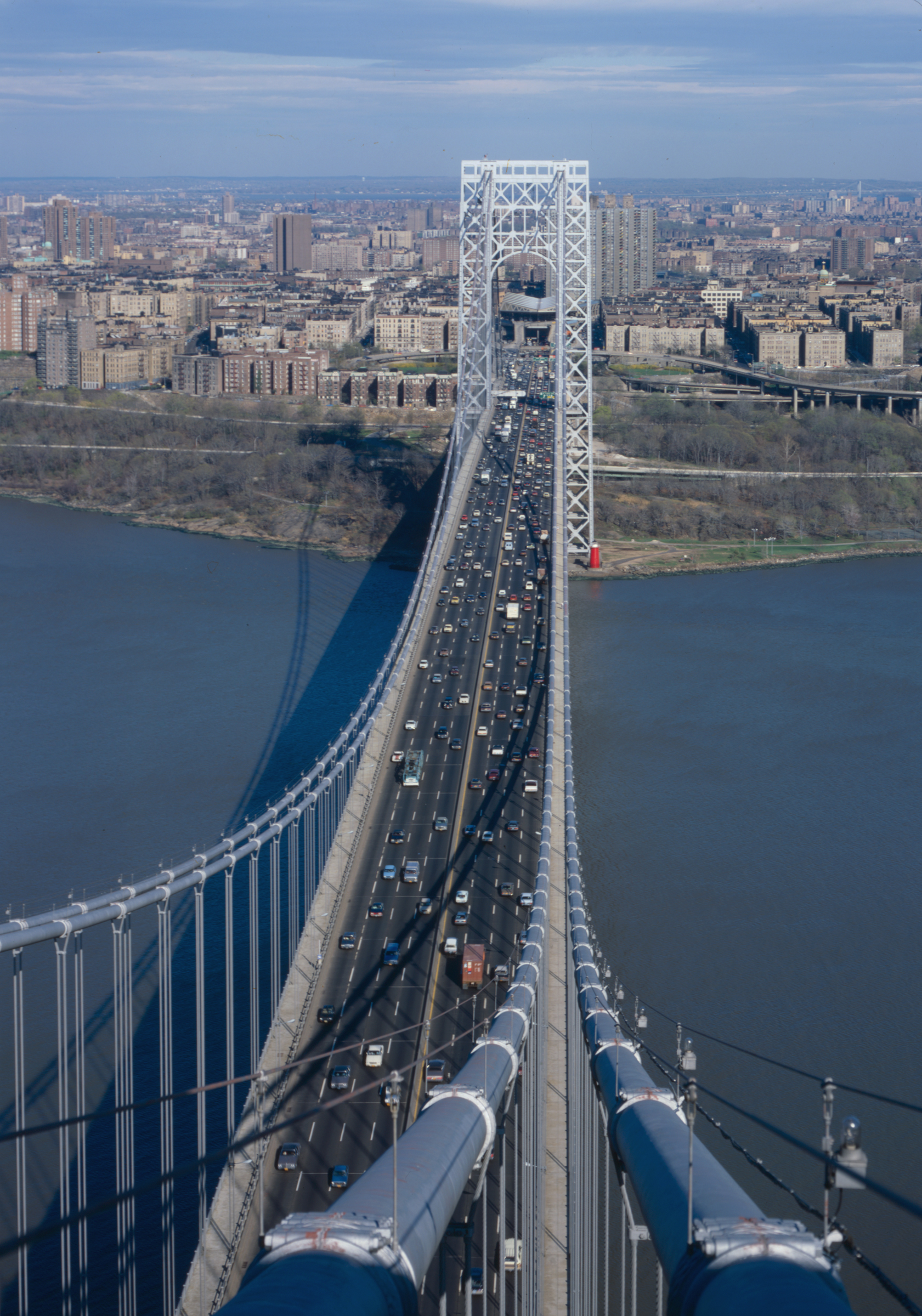
ジョージワシントンブリッジから見たワシントン・ハイツ。

ワシントンハイツ（Washington Heights）は、ニューヨーク市マンハッタン区の北部に位置する地区である。この名称は、フォート・ワシントン（en, ワシントン砦）に由来している。この要塞は、アメリカ独立戦争の際に大陸軍がイギリス軍からこの地域を防衛する目的で、マンハッタン島で最も標高の高いこの地に築いたものである。ワシントンハイツは南側の155丁目 (en) でハーレム（ハミルトン・ハイツ (en)）地区、北側のダイクマン・ストリート (en) でインウッド地区に接し、西側はハドソン川、東側はハーレム川およびハーレム・リバー・ドライブ (en) となっている。

## 歴史
17世紀にヨーロッパ人がニューヨークに入植してきて以来、18世紀中はこのエリアはほとんど市街開発されず、ニューヨーク州北部やボストンに続く幹線道路が建設されただけであった。アメリカ独立戦争中の1776年11月16日には、ワシントン砦の戦いが現在のベネット・パーク (Bennett Park) あたりで起こった。この戦争中でワシントン軍によって使われたBlue Bell Tavernは現在のブロードウェイと181丁目のあたりに建っていた。

## 交通
ワシントンハイツは、ハドソン川の対岸にあるニュージャージー州・フォートリーと、世界で最も交通量の多い自動車橋であるジョージ・ワシントン・ブリッジによって結ばれている。インターステート95号線の一部であるトランス・マンハッタン・エクスプレスウェイ (en) は、当地区を北に伸び、ハドソン川を渡ってブロンクス区に続いている。
ニューヨーク市地下鉄のIND8番街線とIRTブロードウェイ-7番街線がこの地区を走っており、幾つかの駅が存在する。

## 著名な施設

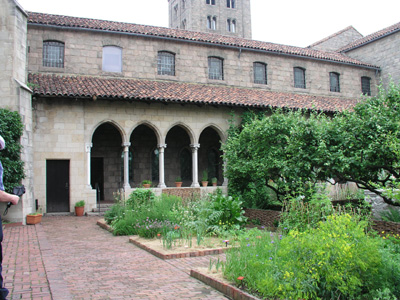
クロイスターズ美術館の庭。

コロンビア大学のメディカル・センター、及び医学校は、この地域の168丁目とブロードウェイの角に位置している。この医療キャンパスは、1903年から1912年までニューヨーク・ハイランダーズ（現在のニューヨーク・ヤンキース）の本拠球場であったヒルトップ・パークの跡地に建設されている。
一方、ワシントンハイツにおける文化施設として最もよく知られ、魅力的な観光地となっているのがメトロポリタン美術館の別館、「クロイスターズ」である。この美術館はこの地区の最北にあるフォート・トライオン公園 (en) 内にあり、中世様式の建物において中世ヨーロッパ美術が展示されている。また、この公園からはハドソン川越しに、ニュージャージー州側河岸の素晴らしい景色を眺めることができる。
地区の東側には、ハーレム川を臨むハイブリッジ・パーク (en) があり、公園内にはブロンクスへとつながるハイ・ブリッジ（歩行者・自転車のみ通行可）が架かっている。
さらに、黒人公民権活動家、マルコムXが1965年2月、演説中に暗殺されたオーデュボン舞踏場 (en) が、ワシントンハイツ地区、ブロードウェイと165丁目の角にある。この場所は現在、マルコムXの記念センターとなり、店舗、レストラン、本屋などが入居している。ボザール様式の建築群オーデュボン・テラス (en) も見所の1つである。

## コミュニティー

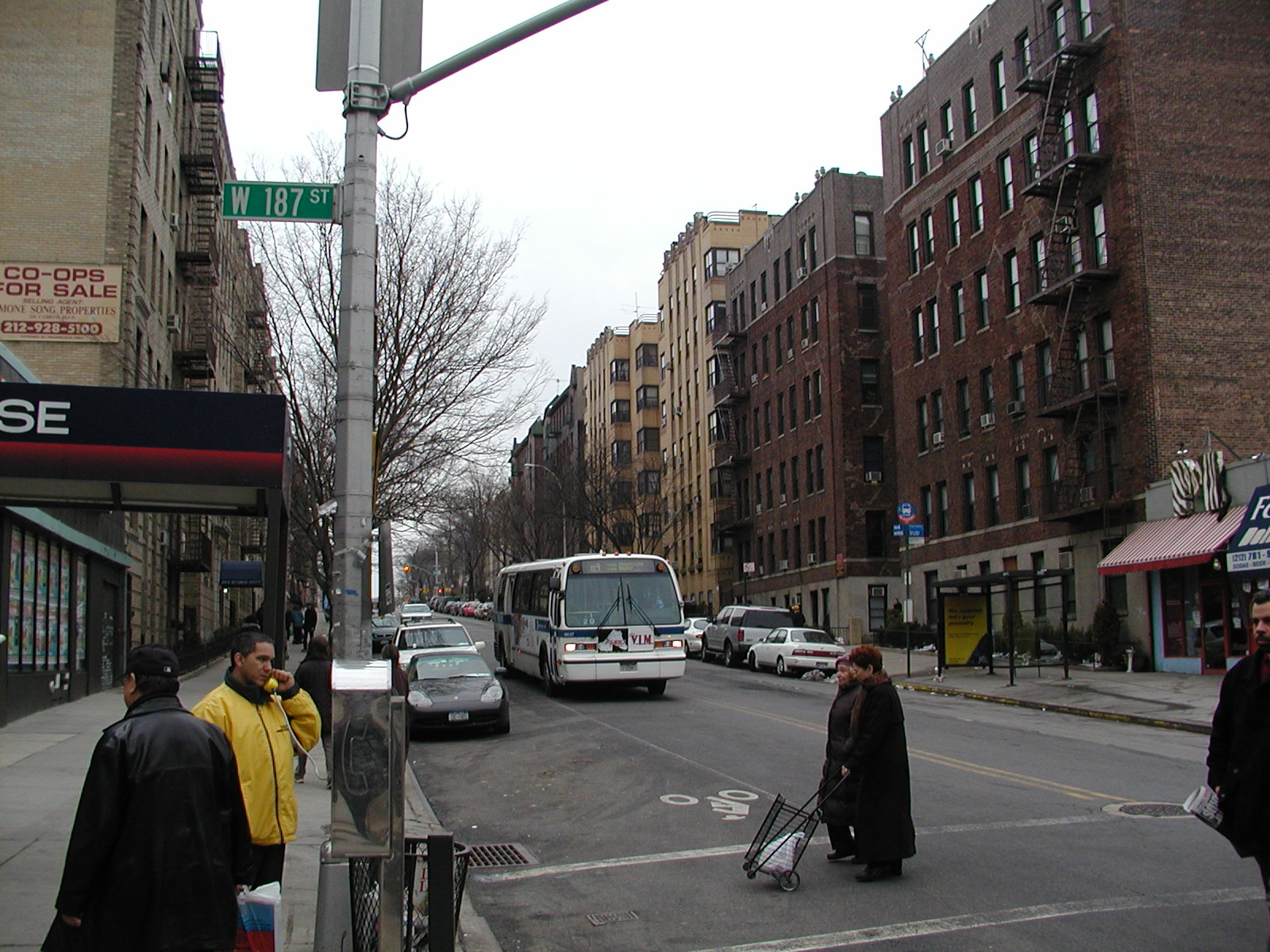
フォートワシントン街、187丁目付近。

今日、この地区で最も多数を占める住民は、ドミニカ共和国人とその子孫たちであり、この地区の路上ではしばしばスペイン語を耳にすることとなる。この地区は1980年代のクラックブーム（違法薬物であるクラック・コカインの氾濫）における影響を、大いに受けた。この理由の1つには、1980年代から1990年代にかけて多数の犯罪、とりわけ殺人やドラッグに係わった地元のギャング集団の存在がある。